# 王集乡 (蒙城县)
王集乡，是中华人民共和国安徽省亳州市蒙城县下辖的一个乡镇级行政单位。

## 行政区划
王集乡下辖以下地区：
大韦村、蒙城县水稻良种场、蒙城县两杂制种场、王集村、许寨村、杨沟村、马圩村、代刘村、界沟村、白果村、移村、潘王村、秦湖村、邱朱村、全集村、庞沟村、王窑村和石山村。